# Urugwajska Inwazja
Urugwajska Inwazja – określenie muzycznego fenomenu z lat 60. XX w. podobnego do brytyjskiej inwazji, który wywołały urugwajskie zespoły rockowe popularne szczególnie w Argentynie.

## Historia
Liczni młodzi muzycy z Montevideo zainspirowani przez brytyjskie grupy takie jak The Beatles czy The Rolling Stones, zaczęli imitować ich styl i dźwięki. Szczególnie dwa z nich Los Shakers i Los Mockers były lustrzanym odbiciem odpowiednio „czwórki z Liverpoolu” i „stonesów”, a ponadto śpiewały nawet po angielsku.
W połowie lat 60., gdy brytyjska inwazja osiągała swe apogeum w USA, podobny szczyt popularności urugwajskich grup miał miejsce w Argentynie, gdzie trampoliną sukcesu była tamtejsza telewizja.
Kres Urugwajskiej Inwazji przypadł na późne lata 60., kiedy na popularności zaczęła zyskiwać muzyka hiszpańskojęzyczna. Wraz z nadejściem rządów wojskowej junty w 1973, ów latynoski fenomen muzyki definitywnie się skończył.